# Talkartoons

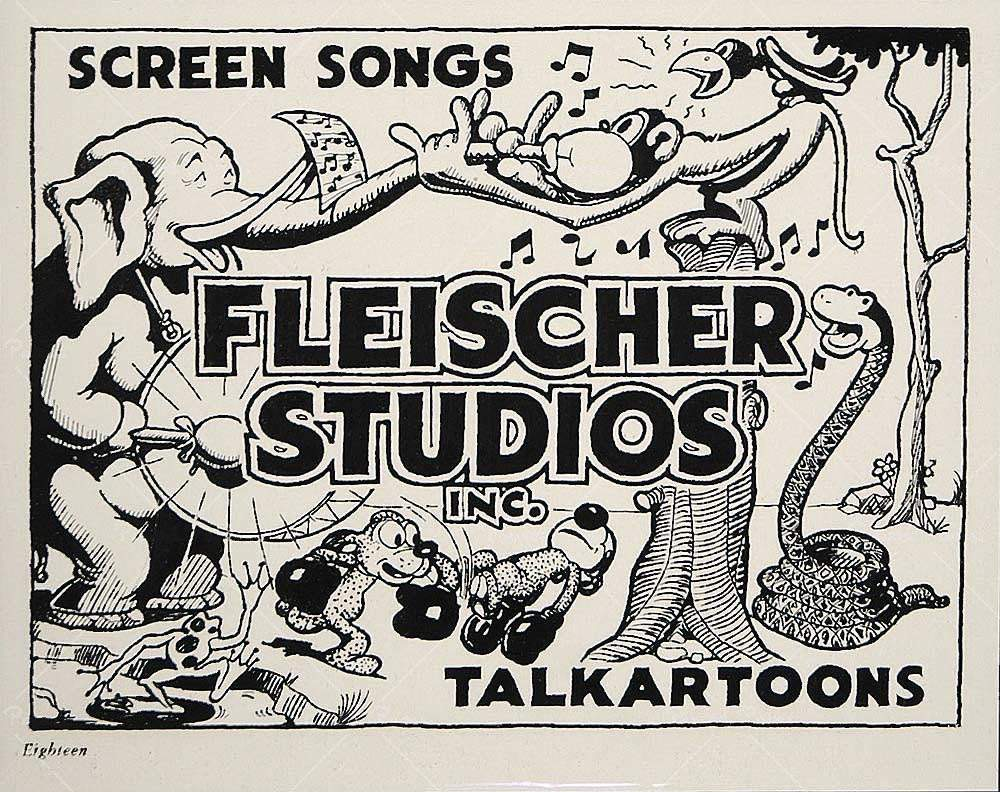
Afiche promocional con el logo de Fleischer Studios.

Talkartoons es el nombre de una serie de 42 dibujos animados producidos por Fleischer Studios y distribuidos por Paramount Pictures entre 1929 y 1932.

## Historia
Para los hermanos Fleischer, la transición al sonido fue relativamente fácil. Con el nuevo contrato de Paramount Pictures, y sin la carga de Red Seal Pictures y Alfred Weiss, Max Fleischer era libre de experimentar con nuevas ideas. Primero cambió el nombre de la serie Ko-Ko Song Cartunes a Screen Songs. Aunque Screen Songs tuvo éxito, Fleischer sintió que no era suficiente. Decidió trabajar con su hermano, Dave en una nueva serie de dibujos animados donde los personajes hicieran algo más que bailar al ritmo de la música. El nombre de esta nueva serie sería Talkartoons.
El primer cortometraje de la serie fue Noah's Lark (La juerga de Noé), estrenado el 25 de octubre de 1929. Aunque era un dibujo animado de Fleischer, presentaba varias similitudes con 
Aesop's Film Fables de Paul Terry. En Noah's Lark, Noé, físicamente similar a Farmer Al Falfa, permite que los animales del arca visiten Luna Park, un famoso parque de atracciones. Cuando los trae de vuelta al barco, el exceso de peso hace que el arca se hunda. El corto acaba con Noé persiguiendo una sirena bajo el mar.
La serie empezó a tomar un nuevo rumbo con la llegada de Lou Fleischer, hermano de Dave y Max, cuyos conocimientos de música y matemáticas causaron un gran impacto en el estudio. Fitz, el personaje canino, evolucionó en otro personaje llamado Bimbo. El primer cortometraje en el que apareció Bimbo fue Hot Dog (1930), cuarta entrega de la serie Talkartoons, siendo también el primer corto de los estudios en usar una gama completa de grises.
Nuevos animadores como Grim Natwick, Shamus Culhane y Rudy Zamora se unieron a Fleischer Studios, con nuevas ideas que le dieron originalidad a Talkartoons. Natwick le dio a los cortometrajes un estilo más surrealista. Pero su mayor contribución fue la creación, en 1930, del personaje Betty Boop, quien hizo su primera aparición en Dizzy Dishes.
A fines de 1931, Betty Boop dominaba la serie. Koko the Clown se unió a la serie como compañero de Betty y Bimbo, y aparece en la mayoría de cortos de 1932. A mediados de ese año, el fin de la serie era inevitable; sin embargo, Betty Boop obtuvo su propia serie, Betty Boop Cartoon, con Bimbo y Koko como personajes secundarios.

## Filmografía
| 1929-1930 |                                     |                          |                       |
| #         | Cortometraje                        | Personajes               | Fecha de estreno      |
| 1         | Noah's Lark                         |                          | 25 de octubre de 1929 |
| 2         | Marriage Wows                       |                          | 8 de enero de 1930    |
| 3         | Radio Riot                          |                          | 13 de febrero         |
| 4         | Hot Dog                             | Bimbo                    | 29 de marzo           |
| 5         | Fire Bugs                           | Bimbo                    | 9 de mayo             |
| 6         | Wise Flies                          |                          | 18 de julio           |
| 7         | Dizzy Dishes                        | Bimbo y Betty Boop       | 9 de agosto           |
| 8         | Barnacle Bill                       | Bimbo y Betty Boop       | 31 de agosto          |
| 9         | Swing You Sinners!                  | Bimbo                    | 24 de septiembre      |
| 10        | Grand Uproar                        | Bimbo                    | 3 de octubre          |
| 11        | Sky Scraping                        | Bimbo                    | 1 de noviembre        |
| 12        | Up To Mars                          | Bimbo                    | 20 de noviembre       |
| 13        | Accordion Joe                       | Bimbo y Betty Boop       | 12 de diciembre       |
| 14        | Mysterious Mose                     | Bimbo y Betty Boop       | 26 de diciembre       |
| 1931      |                                     |                          |                       |
| #         | Cortometraje                        | Personajes               | Fecha de estreno      |
| 15        | The Ace of Spades                   | Bimbo                    | 16 de enero           |
| 16        | Tree Saps                           | Bimbo                    | 3 de febrero          |
| 17        | Teacher's Pest                      | Bimbo                    | 7 de febrero          |
| 18        | The Cow's Husband                   | Bimbo                    | 13 de marzo           |
| 19        | The Bum Bandit                      | Bimbo y Betty Boop       | 3 de abril            |
| 20        | The Male Man                        | Bimbo                    | 24 de abril           |
| 21        | Twenty Legs Under the Sea           | Bimbo                    | 5 de mayo             |
| 22        | Silly Scandals                      | Bimbo y Betty Boop       | 23 de mayo            |
| 23        | The Herring Murder Case             | Bimbo y Koko the Clown   | 26 de junio           |
| 24        | Bimbo's Initiation                  | Bimbo y Betty Boop       | 24 de julio           |
| 25        | Bimbo's Express                     | Bimbo y Betty Boop       | 22 de agosto          |
| 26        | Minding the Baby                    | Bimbo y Betty Boop       | 26 de septiembre      |
| 27        | In the Shade of the Old Apple Sauce | Bimbo                    | 16 de octubre         |
| 28        | Mask-A-Raid                         | Bimbo y Betty Boop       | 7 de noviembre        |
| 29        | Jack and the Beanstalk              | Bimbo y Betty Boop       | 21 de noviembre       |
| 30        | Dizzy Red Riding Hood               | Bimbo y Betty Boop       | 12 de diciembre       |
| 1932      |                                     |                          |                       |
| #         | Cortometraje                        | Personajes               | Fecha de estreno      |
| 31        | Any Rags?                           | Betty Boop, Bimbo y Koko | 2 de enero            |
| 32        | Boop-Oop-A-Doop                     | Betty Boop, Bimbo y Koko | 16 de enero           |
| 33        | The Robot                           | Bimbo                    | 5 de febrero          |
| 34        | Minnie the Moocher                  | Betty Boop y Bimbo       | 26 de febrero         |
| 35        | Swim Or Sink (S.O.S.)               | Betty Boop, Bimbo y Koko | 11 de marzo           |
| 36        | Crazy-Town                          | Betty Boop, Bimbo y Koko | 25 de marzo           |
| 37        | The Dancing Fool                    | Betty Boop, Bimbo y Koko | 8 de abril            |
| 38        | Chess-Nuts                          | Betty Boop, Bimbo y Koko | 13 de abril           |
| 39        | A Hunting We Will Go                | Betty Boop, Bimbo y Koko | 29 de abril           |
| 40        | Hide and Seek                       | Bimbo                    | 26 de mayo            |
| 41        | Admission Free                      | Betty Boop, Bimbo y Koko | 10 de junio           |
| 42        | The Betty Boop Limited              | Betty Boop, Bimbo y Koko | 1 de julio            |